# Goacampa dimidiata
Goacampa dimidiata är en fjärilsart som beskrevs av Max Wilhelm Karl Draudt 1933. Goacampa dimidiata ingår i släktet Goacampa och familjen tandspinnare. Inga underarter finns listade i Catalogue of Life.